# Tambiri
Tambiri est une localité du département de Dano, dans la province d’Ioba (région du Djôrô) au Burkina Faso. En 2006, cette localité comptait 802 habitants dont 53,7 % de femmes.